# Sauce mousseline

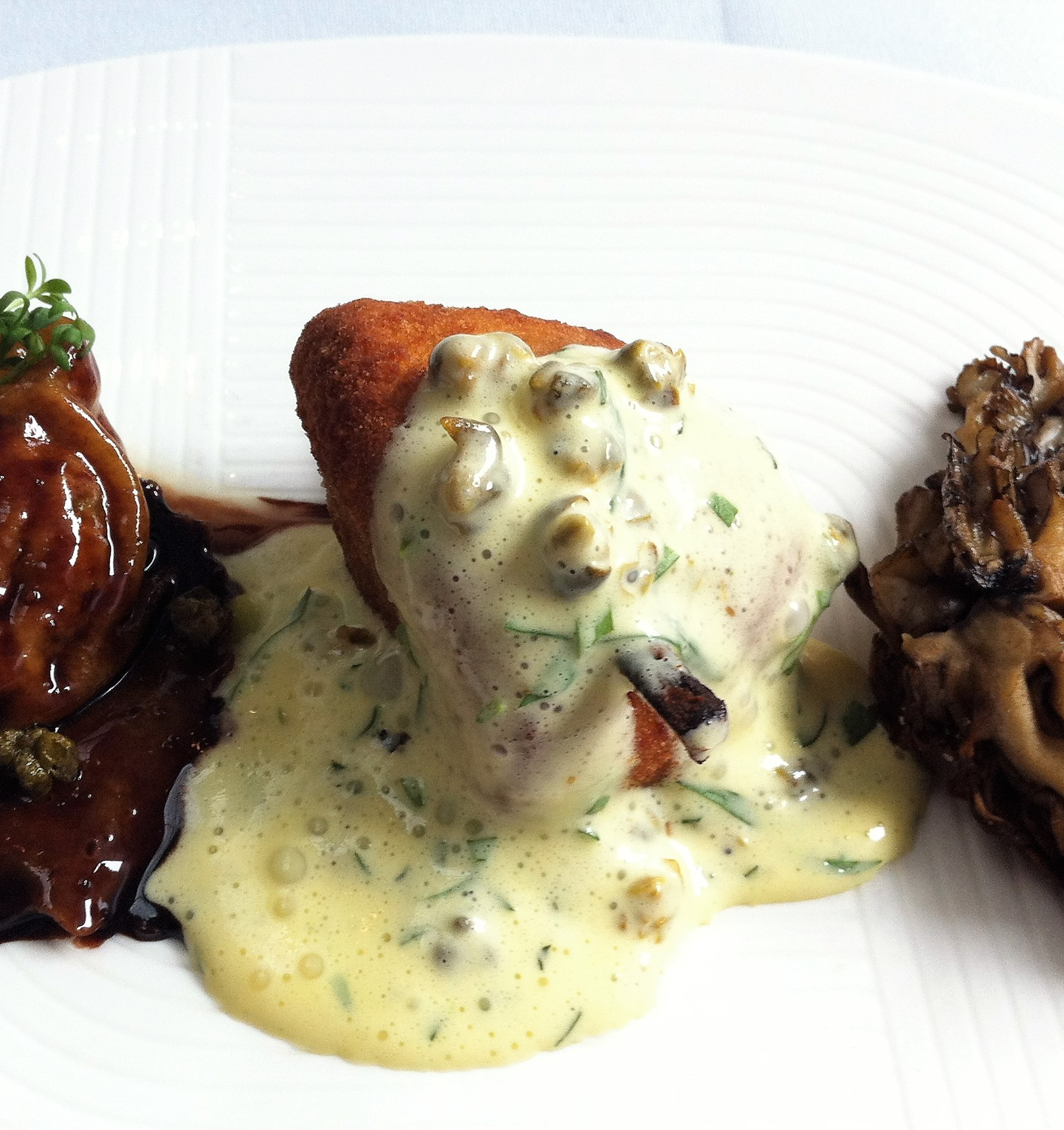
Sauce mousseline mit Kapern und Estragon, auf paniertem Kalbfleisch-Schnitzelchen

Sauce mousseline (Schaumsauce) ist eine zur klassischen französischen Küche gehörige, durch Zugabe von Schlagsahne verfeinerte Variante der Holländischen Sauce.
Sauce mousseline wird wie Holländische Sauce aus Eigelb und Butter aufgeschlagen, je nach Rezept zusätzlich mit einer Reduktion aus Weißwein oder Weinessig und Schalotten sowie Kräutern, ähnlich der Sauce béarnaise. Zum Abschluss wird geschlagene Sahne untergehoben. Serviert wird sie z. B. zu Hummer, weißem Geflügel sowie zu Spargel und anderem jungen Gemüse.
Eine weitere Bezeichnung ist Sauce Chantilly.

## Belege
- Erhard Gorys: Das neue Küchenlexikon, S. 61 dtv, München 1994–2002, ISBN 3-423-36245-6